# 鴨掌包
鴨掌包即鴨腳包，屬廣東傳統燒味之一。由鵝腸包裹切細了的叉燒、雞肝和鴨腳，以叉燒汁醃後放入燒爐以文火燒，最後面層掃上麥芽糖漿，蜜味十足。但這種燒味現今已幾乎絕跡。

## 相關
- 鴨腳扎